# RPU-14

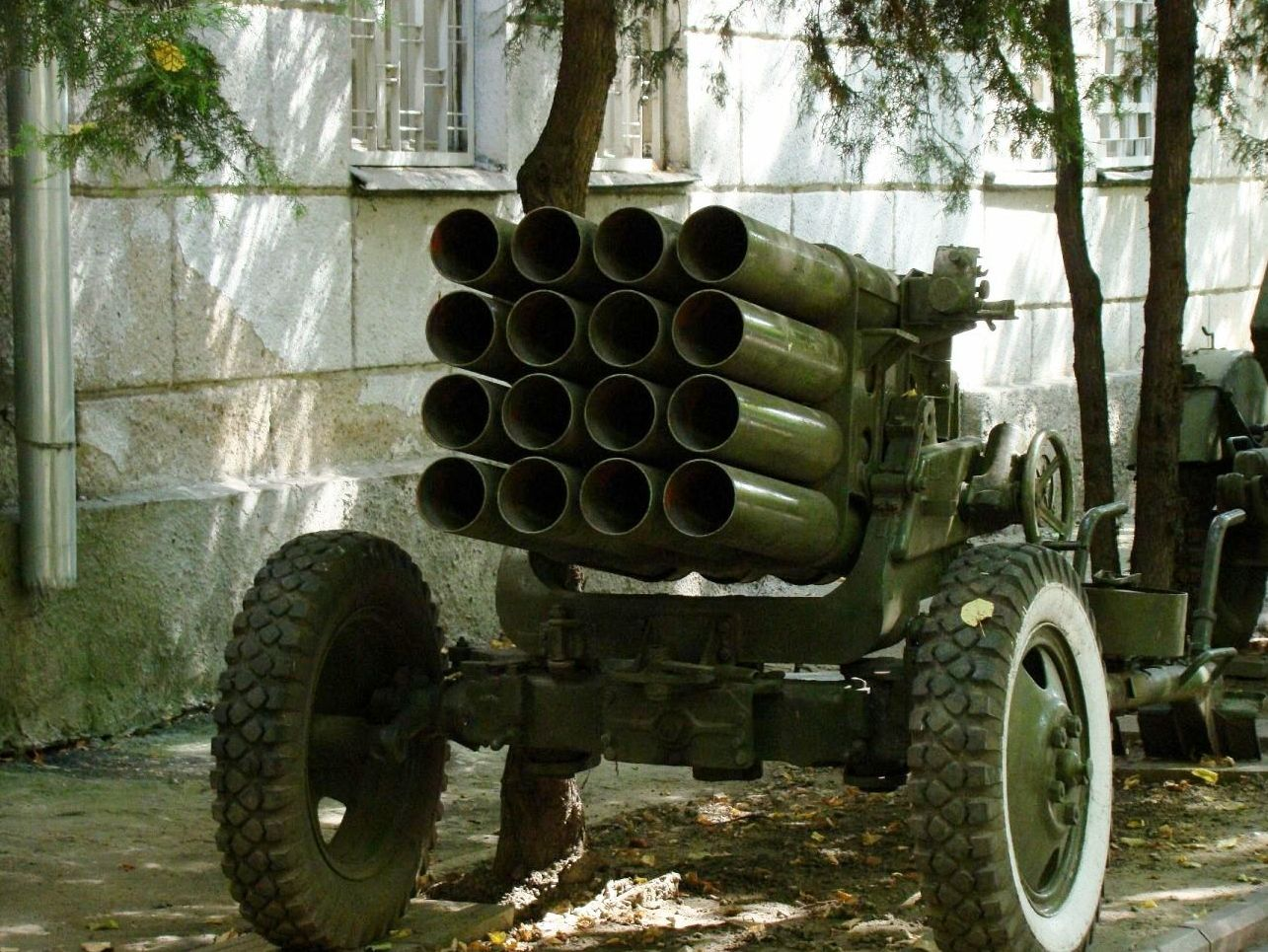
RPU-14

RPU-14 (РПУ-14) - sowiecka holowana wyrzutnia pocisków rakietowych pochodząca z lat 50. RPU-14 miała szesnaście rurowych prowadnic. Z prowadnic odpalane były stabilizowane obrotowo pociski odłamkowo-burzące M-14OF kalibru 140 mm. Czas odpalenia salwy 16 pocisków był równy 8 sekund. Do holowania RPU-14 stosowano najczęściej samochody terenowe GAZ-69.

## Dane taktyczno-techniczne wyrzutni
- Kaliber: 140 mm
- Liczba prowadnic: 16
- Masa: 0,98 t
- Długość: 4,04 m
- Szerokość: 1,8 m
- Wysokość: 1,6 m
- Załoga: 5 osób